# Маллицкий, Николай Гурьевич
Никола́й Гу́рьевич Малли́цкий (17 сентября (30 сентября) 1873 года, село Дедово Оренбургской губернии — 30 октября 1947, Ташкент, Узбекская ССР) — советский учёный-географ, профессор САГУ, до революции 1917 года — ташкентский градоначальник.

## Биография
Родился в селе Дедово, Оренбургской губернии 30 сентября (17 сентября по старому стилю) 1873 года. Его отец — Гурий Александрович Маллицкий был третьим сыном в семье местного священника — отца Александра Маллицкого, служил учителем в селе Дедово. Мать Елизавета Петровна Молчанова также работала учительницей, приехав в село Дедово по назначению после окончания в Оренбурге женской гимназии. Николай был старшим ребёнком в семье. У него были две младшие сестры: Нина и Елена.
После убийства в марте 1881 года народовольцами императора Александра II отец, Г. Маллицкий был в 1884 году уволен с должности учителя, так как он был ранее близок к народовольцам, и вся семья Маллицких уехала в Хабаровск, где Гурию Александровичу была предложена должность по службе. Однако, так как Николай Гурьевич, которому к тому моменту исполнилось 12 лет, учился в Оренбурге в гимназии, он остался в Оренбурге на попечении родителей Гурия Александровича, которые к тому времени переехали жить из села Дедово в Оренбург, так как отец Александр вышел на пенсию. Вскоре, после почти сразу последовавшей смерти деда — Александра Маллицкого, Николай, оставшийся жить с бабушкой и незамужней теткой, стал подрабатывать на жизнь репетиторством.
Весной 1891 года умерла его бабушка. В этом же году Н. Маллицкий окончил с золотой медалью гимназию и поехал поступать в Санкт-Петербург в Петербургский педагогический институт, так как он мог рассчитывать на обучение за казённый счёт. Учась в институте, каждое лето ездил зарабатывать, репетируя детей богатых родителей.

### Работа учителем в Ташкенте
В 1895 году он с отличием окончил историко-филологический факультет Санкт-Петербургского педагогического института (историческое отделение). После окончания института, где он слушал лекции блестящих учёных, занимавшихся Средней Азией — Кедрова, Мушкетова, Семёнова-Тяньшанского, он поехал на службу в Ташкент, о поездке в который он мечтал с детства, хотя имел возможность остаться на работе при Педагогическом институте.
В Ташкент он добирался через Баку, на пароходе по Каспийскому морю, далее по железной дороге от Красноводска до Самарканда, а далее на лошадях до Ташкента. В Ташкенте первоначально поселился в гостинице Гаврилова, но затем стал снимать квартиру и столоваться у Егоровых, где он прожил полтора года до своей женитьбы.
Приехав в Ташкент весной 1896 года, в первый же вечер молодой учитель был представлен Николаю Петровичу Остроумову, директору мужской Ташкентской гимназии и заместителю главного инспектора народных училищ края. В этом доме он познакомился с младшей дочерью Н. П. Остроумова (только что окончившей второй курс Бестужевских высших женских курсов в Санкт-Петербурге), Ольгой, в которую сразу влюбился которая вскоре стала его женой.
В первую свою ташкентскую зиму он бывал на всех балах у генерал-губернатора, на вечерах в военном собрании и в частных домах. Он отлично танцевал, был всегда весел и оживлен, а потому всегда был желанным гостем на праздничных мероприятиях.
Летом сделал предложение стать его женой Ольге Николаевне, а под новый 1896 год сыграли свадьбу.
В учительской семинарии он проработал до 1898 года учителем истории и географии, а затем его перевели преподавателем этих же предметов в мужскую гимназию. В это же время стал активно заниматься научными исследованиями.
После приезда Ташкент сразу же стал изучать узбекский и арабский языки, которые ему легко давались. Позже он также выучил в совершенстве таджикский язык.

### Главный редактор «Туркестанских ведомостей»
Весной 1901 года из-за случившегося конфликта с вышестоящим начальством подал в отставку.
После своей отставки из гимназии был назначен на должность главного редактора «казённой» газеты «Туркестанские ведомости», постоянным корреспондентом которой он являлся. Представление на эту должность написал крупный чиновник канцелярии генерал-губернатора, исполнявший обязанности временного редактора газеты — Геппенер. После назначения на эту должность Н. Маллицкий с большим энтузиазмом взялся за предложенное ему дела. Вскоре после этого назначения семья Маллицких переехала жить в служебную квартиру на улице Самаркандской, располагавшейся напротив дворца Великого князя Николая Константиновича. В должности главного редактора газеты проработал с 1901 по 1906 годы.
После смерти генерал-губернатора Николая Николаевича Тевяшёва, который умер в 1905 году, генерал-губернатором Туркестанского края был назначен Деан Иванович Субботич. Он послал Н. Маллицкого с чиновником министерства внутренних дел (приставом) Григорьевым, как хорошо знавших таджикский язык, в «Бухару», то есть в Бухарский эмират, с целью изучения жизни местного населения. Маллицкий с Григорьевым выполнили поручение Субботича, но об их миссии узнал эмир Бухары. Им был заявлен протест царскому правительству о нарушении условий протектората, что явилось одной из причин последующего снятия Субботича с должности генерал-губернатора Туркестана. Это также явилось причиной увольнения Н. Маллицкого с должности главного редактора газеты «Туркестанские ведомости».

### Глава городского управления
С января 1907 года стал во главе ташкентского городского самоуправления, которое было более свободное, чем городское управление в центральной России Маллицкий гордился и с удовольствием пользовался своей независимостью. После выбора Маллицкого городской главой он с семьей переехал в дом № 68 на улице Новая. В доме у Маллицких часто бывали в гостях многие известные в Ташкенте и в крае люди.
Маллицкому в короткий срок удалось восстановить запущенное городское хозяйство, избавиться от долгов и начать работы по благоустройству города. В период его правления был построен в Ташкенте электрический трамвай. Ещё за несколько лет до войны 1914 года в Ташкенте было решено построить бойню по последнему слову техники, для изучения этого вопроса специально за границу командировали сотрудников. Был подготовлен проект гидроэлектростанции на Чирчике в Ниязбеке (собирались осветить город электричеством), начали готовить проекты канализации. Однако довести проекты до завершения не удалось из-за начавшей войны. Также он в числе многих других известных людей Ташкента добивался открытия в городе университета и строительства железной дороги на Сибирь, которую считал необходимой (прежде всего в связи со специализацией сельского хозяйства в Средней Азии). В 1910 году он ездил в Санкт-Петербург с докладами об этом. Тогда же Маллицкий познакомился со Столыпиным, который оказался его дальним родственником со стороны матери.

### После революции
После Февральской революции в Ташкент приезжал А. Керенский и настоял на перевыборах городской Думы и городской Управы. Городским головой снова, в пятый раз единогласно был выбран Маллицкий, но он отказался от этой должности, хотя все гласные, все члены управы уговаривали его согласиться. С большим трудом его уговорили остаться товарищем городского головы. А городским головой был избран Иванов Иван Николаевич.
А после Октябрьской революции Николай Гурьевич вернулся на преподавательскую работу, сначала в школу, а с 1918 года в университете. Позже в 20-х годах он также преподавал в Высшей военной школе востоковедения, и в 1926 году получил звание Красного профессора.
Во время гражданской войны он говорил молодым людям: «Надо идти с народом. Даже если вы присягали „царю и отечеству“. Царь один, а отечество огромно. Силы нужны для борьбы с интервентами».
В январе 1919 года его арестовали после Осиповского мятежа. Просидел в Ташкентском ЧК он 16 дней и был выпущен после долгого разбирательства и ходатайства за него людей, хорошо его знавших.
7 мая 1931 года был снова арестован после заседания Госплана, на котором обсуждался вопрос о строительстве на реке Вахш электростанции, где он доказывал, что начинать такую большую стройку, нужно построив сначала хорошие дороги. Через семь с половиной месяцев выпустили оправданного. Но в январе 1932 года его и ранее арестованных с ним вызвали и объявили, что он получил три года «вольной высылки», то есть мог выбирать место ссылки в Ферганской долине или в Таджикистане. Отбывал ссылку в Чимкенте, работая экономистом в Облводхозе в Каракультресте экономистом. 7 мая 1934 года вернулся в Ташкент на преподавательскую работу в Университет — он был профессором географического факультета. Также он работал и в Таджикском учительском институте, который был в Ташкенте. Кроме учебных заведений работал в институте истории и этнографии.
Н. Маллицкий был членом Географического Общества с самого его основания в 1897 году. И занимал в нём ряд выборных должностей:
с 1899 г. по 1902 г. — учёный секретарь;
с 1902 г. по 1906 г. — член правления;
с 1906 г. по 1918 г. — заместитель председателя;
с 1918 г — председатель.
В 1936 году, после ужесточения в СССР института прописки, в Ташкенте проводилась перепрописка граждан, и бывшим арестованным в перепрописке отказывали, в том числе отказали в перепрописке и Маллицкому. Он не захотел уезжать в другой город, хотя его звали переехать в Самарканд и в Алма-Ату. С большим трудом его дочери удалось добиться разрешения на перепрописку отца — Николая Гурьевича Маллицкого.
В начале войны предложил штабу САВО сделать описание физико-географических районов Средней Азии для лётчиков. Ему был предоставлен маленький открытый самолет, на котором он летал вдвоем с пилотом. От оплаты этой работы он отказался, просил считать эту свою работу своим вкладом в будущие победы.
24 июня 1943 года от воспаления легких умерла его жена.
Во время войны он работал над капитальным трудом «Динамика водных ресурсов Средней Азии». Эту работу, основанную на точных цифрах и фактах и ещё не опубликованную, он послал в Москву на соискание степени доктора наук. Эта работа эта затерялась (позже была найдена), а 8 марта 1945 года ему присвоена степень доктора наук без защиты диссертации.
В 1945 году Университет и Академия наук Узбекистана отметила пятидесятилетие научной и педагогической деятельности Маллицкого. Торжественнее заседание проходило в помещении, где Николай Гурьевич часто бывал и работал, в здании по улице Абдуллы Тукаева 1. Николаю Гурьевичу было присвоено звание Заслуженного деятеля науки Узбекистана.
После смерти жены он переехал жить в дом по улице Шахризябской, где ему дали двухкомнатную квартиру, в которой во время войны жили эвакуированные в Ташкент учёные.
Умер 30 октября 1947 года от инфаркта.

## Сочинения
- Мусульманский сонник. Казань, 1902 (Ташкент, 1990);
- Докладная записка о деятельности Ташкентского городского общественного управления. Ташкент, 1909;
- Разлив Аму-Дарьи в августе 1921 года // Известия Туркестанского отдела Русского географического общества. 1922. Т. 15;
- Ягнобцы // Известия Туркестанского отдела Русского географического общества. 1924. Т. 17;
- Ледники в бассейне реки Иссыгаты. Ташкент, 1925;
- Ташкентские махалля и мауза // Сб. в честь В. В. Бартольда. Ташкент, 1927;
- Учебное пособие по географии Таджикистана. Т. 1–2. Ташкент, 1929–1930;
- Справка о некоторых прорывах временных горных озер в Средней Азии и соседних странах // Известия Средне-Азиатского географического общества. 1929. Т. 19.